# Generální kapitanát Chile
Generální kapitanát Chile (španělsky Capitanía General de Chile), též nazývané jako Chilské království (španělsky Reino de Chile), byla územně-správní jednotka španělské koloniální říše rozprostírající se na konci jihozápadní Jižní Ameriky, hlavně na území, kde se nachází dnešní Chile a západní oblasti dnešní Argentiny. Jeho hlavním městem bylo město Santiago de Nueva Extremadura (neboli Chile), s výjimkou období mezi lety 1560 a 1575, kdy hlavním městem bylo Concepción.

## Historie

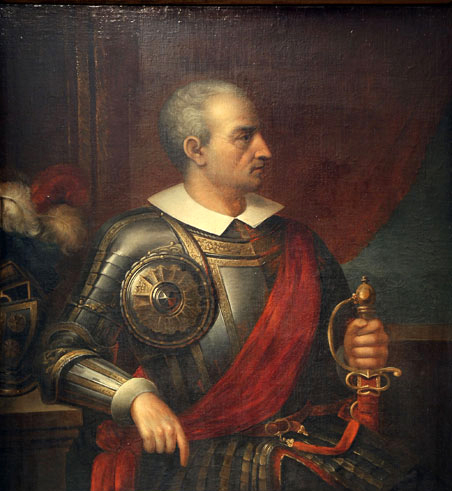
Diego de Almagro

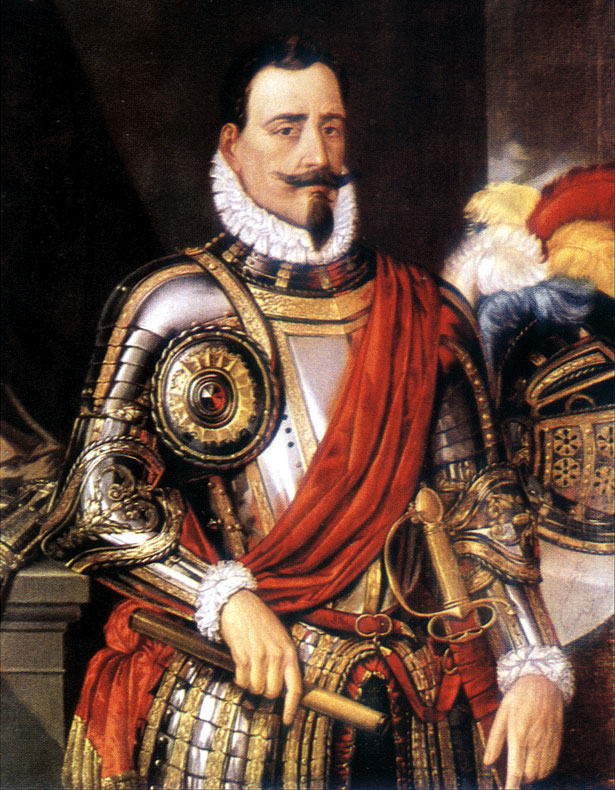
Pedro de Valdivia

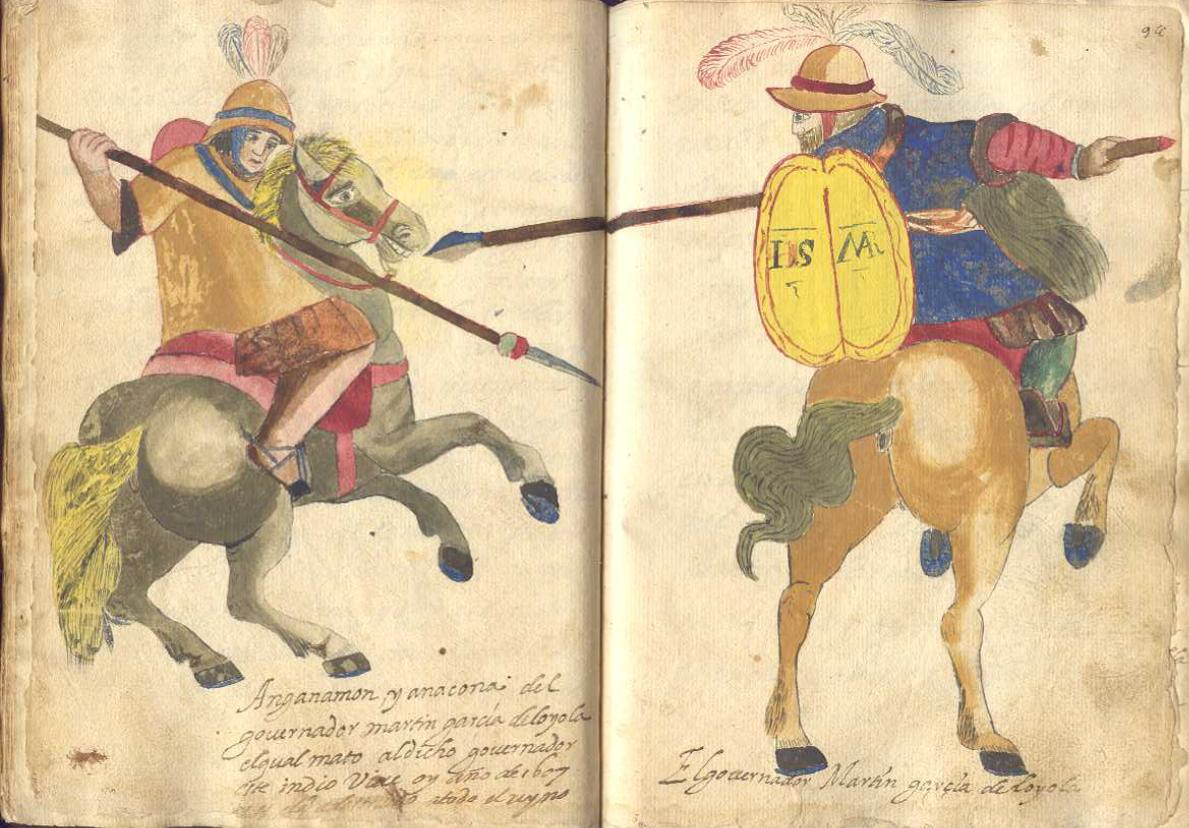
Anganamón proti Martínu Garcíovi de Loyola v bitvě u Curalaby. (1608)

V roce 1536 vytvořil Diego de Almagro výpravu, aby prozkoumal jižní území říše Inků, která mu byla udělena v roce 1534 jako součást vlády Nueva Toledo.
Po Almagrově smrti požádal španělský dobyvatel Pedro de Valdivia o povolení dobýt a osídlit provincii Chile od Francisca Pizarra, který mu to v dubnu 1539 udělil a jmenoval ho guvernérem nadporučíka podle královského výnosu z roku 1537, který ho zmocnil pokračovat v dobytí Nueva Toledo. Pedro de Valdivia dorazil do zemí na severu centrálního Chile a založil 12. února 1541 město Santiago de Nueva Extremadura na úpatí kopce Santa Lucía, které náčelník Huelen nazval Huelén. O několik měsíců později byl Valdivia prohlášen radou jako guvernér a generální kapitán Nueva Extremadura. Zpočátku ji odmítal, ale nakonec ji 11. června 1541 přijal.
V roce 1544 nařídil založení města La Serena a později Pedro de Valdivia rozšířil dobytí Chile na jih a založil různá města: Concepción v roce 1550, La Imperial v roce 1551, Villarrica a Valdivia v roce 1552, Los Confines a pevnosti Arauco, Purén a Tucapel v roce 1553. Na druhé straně pohoří nařídil Pedro de Valdivia založení Santiaga del Estero v Tucumánu. Další města založená během prvních let vlády byly: Mendoza v roce 1561, San Luis, San Juan v roce 1562, Cañete, Castro v roce 1567 a Osorno v roce 1558.
V roce 1598 povstali Mapučové a došlo k takzvaně bitvě u Curalaby, která téměř ukončila pokus o kolonizaci Chile. S výjimkou Castra byla zničena města jižně od řeky Bío-Bío a tato řeka byla podle práva stanovená hranice mezi španělským kapitanátem a Mapučů na základě míru z Quilína v roce 1641. V roce 1684 byla Valdivia znovu založena.
V roce 1810 podal guvernér Mateo de Toro y Zambrano, svou rezignaci a byla vytvořena první správní rada, která zahájila období chilské historie zvané „Patria Vieja“. V roce 1812 Cádizská ústava stanovila zřízení „provinční delegace Chile“, ale nemohla být uvedena v platnost. Ačkoli Chile nominálně zůstalo součástí kastilských království, od instalace správní rady došlo na území k urychlenému procesu autonomie, který skončil v roce 1814, kdy byla na území obnovena královská moc během reconquisty, která trvala až do roku 1817, kdy vojskům španělských Američanů, samozvaných vlastenců, se podařilo v Chacabucu porazit poloostrovní Španěly, nazývané royalisty. O rok později byla vyhlášena nezávislost Chile, čímž byl definitivně ukončen generální kapitanát.

## Vztah s místokrálovstvím Peru

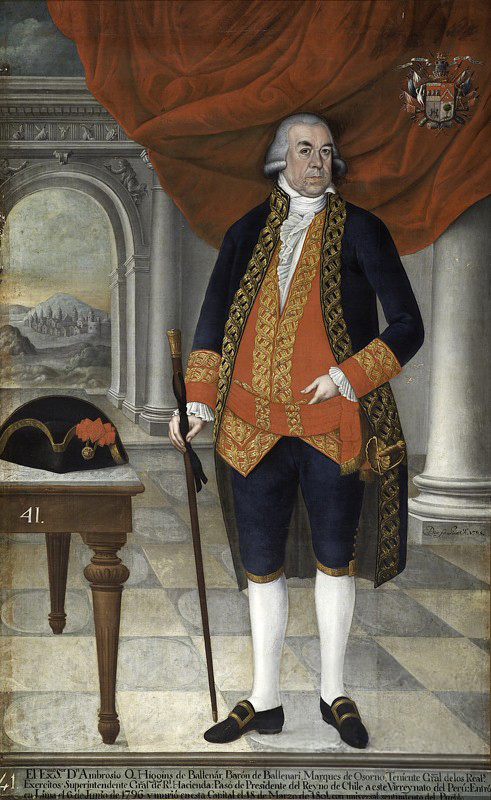
Ambrosio O'Higgins, guvernér Chile mezi 1788–1796

Relativní mapa generálního kapitanátu Chile z roku 1775 – podle chilské historiografie – která nominálně zahrnovala jižní Patagonii, ale nakonec arbitrážní nálezy z 19. a 20. století a hraniční smlouvy se sousední Argentinskou republikou, uznávali pouze pacifický svah nebo západní Patagonie, celý Magalhãesův průliv a polovina Isla Grande de Tierra del Fuego.

Král Filip II. podrobil guvernéra dohledu peruánského místokrále a v královském výnosu z 21. ledna 1589 vyjádřil:
Aby guvernér Chile byl podřízen místokráli z Limy a odpovídal mu ve věcech jeho úřadu“ a měl „dodržovat, plnit a vykonávat jeho příkazy a informovat ho o všem, co se tam nabízí za zvážení.

Z této normy místokrálové pochopili, že vztah mezi nimi byl vztahem účinné závislosti, nicméně v některých případech byl vztah guvernéra přímý s králem a v jiných procházel přes místokrále Peru.
Základem vztahu byl výše zmíněný královský certifikát, později se však objevily i takové, které nastínily typ efektivního vztahu mezi kapitánstvím a místokrálovstvím. Například královským dekretem byli místodržící oprávněni zasahovat v Chile pouze v případě „povyku a vřavy“; Místokráli byli zmocněni k implementaci vojenských strategií ve válce Arauco, obranné válce, a poté byl guvernér Chile přímo nařízen, aby je provedl. Místokrálové byli také zmocněni odvolat guvernéra a následně byla tato pravomoc odepřena.
Kompilace zákonů Indiánů z roku 1680, v zákoně XXX (že místokrál Peru a Audiencia de Lima nezasahují do vlády Chile, pokud by to nebylo ve vážných případech, a je to velmi důležité) hlavy III (Místokrálů a guvernérů prezidentů) knihy III, shromažďuje obsah královského výnosu krále Filipa III., ze dne 15. října 1597, který stanovil, že
Je naší vůlí, aby místokrálové z Peru a Audiencia de Lima nebránili ani neuváděli do rozpaků prezidenta, guvernéra a generálního kapitána Chile ve vládě, válce a záležitostech jeho úřadu, s výjimkou vážných případů a velmi důležitého, ačkoli je podřízena místokráli a guvernérovi Audiencia de Lima.

Co se týče vojenských zdrojů (zbraně, vojáci atd.) a komerčního zásobování, kapitánství nadále záviselo na místokrálovství, ačkoli výkon spravedlnosti byl na prvním místě autonomní, s výjimkou inkvizice, která odpovídala také delegátovi z Limy. Jako obchodní procesy, které závisely na konzulátu místokrálovství až do roku 1795, kdy byl v Santiagu vytvořen konzulát.
Pokud jde o vládu, vztah kolísal v závislosti na období, pokynech zasílaných králem a dokonce i osobnostmi příslušných úřadů (místokráli a guvernéry) a nikdy nedošlo k formálnímu připojení kapitánství k místokrálovství, protože nominálně území Španělské Jižní Ameriky, kromě území Caracasu a Panamy, byla do něj zpočátku zahrnuta, dokud nebyla vytvořena nová místokrálovství Nová Granada a Río de la Plata, takže zůstala pod její nadřízenou vládou (a nikoli pod její přímou vládou).
V určitých obdobích kvůli strategickým bezpečnostním otázkám místokrále – např. tváří v tvář hrozbám korzárů – zasahovali místodržící přímo v chilské vládě, a to i z vlastní iniciativy; stejně tak někteří místodržící konzultovali nebo žádali pokyny o naléhavých záležitostech od místokrále, kvůli velké vzdálenosti, která je dělila od krále, který byl ve Španělsku.
V roce 1733 Cabildo de Santiago požádal místokrále o instalaci mincovny v Chile; Tváří v tvář zpoždění v reakci požádal v roce 1741 španělského krále o povolení zřídit továrnu na peníze a vyřešit tak problém s nedostatkem peněz, ke kterému došlo při zpoždění zásilek z Peru.
Casa de Moneda de Santiago de Chile byla nakonec založena Filipem V. královským certifikátem z 1. října 1743, který udělil trvalé privilegium razit mince Franciscu García Huidobro a také mu poskytl požívací právo na veškeré zisky z výroby; Vzhledem k tomu, že byl bohatým obyvatelem města, nabídl financování jeho instalace, údržby a provozních nákladů, aniž by to království stálo žádné náklady. Filip V. zemřel v roce 1746, dříve než nová mincovna začala pracovat.
První mincí raženou v koloniálním Chile do oběhu byla mince z 10. září 1749, jsou to 4 zlaté štíty, známé také jako „půl unce“, které nesly podobiznu Fernanda VI; tímto způsobem vláda začala mít stále větší autonomii s ohledem na místokrálovství Peru.
V roce 1798 ohledně sporu mezi místokrálem O'Higginsem a guvernérem Avilésem se král Karel IV. ve sdělení adresovaném místokráli dne 15. března téhož roku rozhodl prohlásit Chile za „nezávislé na tomto místokrálovství, jak tomu mělo být vždy“. bylo pochopeno:
Vědom si všeho krále, jakož i toho, co V.E. V dopise ze dne 8. června následujícího roku v této věci uvedl, že se rozhodl vrátit na místo určení jednotlivce chilského sboru, kterým Vaše Excelence udělila povolení se od nich oddělit; a že v případě, že některé z nich, jakož i kterékoli další z armády přejdou z jednoho království do druhého, by se mělo vzájemně dohodnout Vaše Excelence a generální kapitán Chile, kterému Vaše Veličenstvo posloužilo, aby prohlásil nezávisle na tom místokrálovství, jak se vždy mělo rozumět, dobře, že je vůlí S. M., aby VV. EE. buďte vždy důslední v ustanoveních, která zajímají dobro jeho královské služby, jediný předmět, který musí mít na paměti všichni, a zvláště nejváženější subjekty, v nichž H. M. ukládá svou autoritu: a tak očekává od opatrnosti a další okolnosti, které Vaše Excelence má ve Vaší osobě, jako ve Vašem prohlášení generálního kapitána.